# Kharkiv
Kharkiv (/kaʁ.kiv/ ; en ukrainien : Харкiв /xɑrkiu̯/), également Kharkov en français (/хaʁ.kɔf/ ; en russe : Харьков), est la capitale administrative de l’oblast de Kharkiv. Sa population s’élevait à 1 421 125 habitants le 1er janvier 2022 et la classait au deuxième rang des villes d'Ukraine.
La ville est la capitale de la République socialiste soviétique d’Ukraine de 1917 à 1934. Kharkiv est un des plus importants centres industriels, culturels, scientifiques et universitaires d’Ukraine. La ville compte de nombreux espaces verts. En 2010, Kharkiv est récompensée par le prix de l'Europe, la première ville ukrainienne à le remporter. Elle est partiellement détruite par l'artillerie russe lors de l'invasion de l'Ukraine par la Russie en 2022.

## Géographie

### Situation
Historiquement, Kharkiv se trouve dans la région des slobodes d'Ukraine. Kharkiv est située à 413 km à l'est de Kiev au confluent des trois rivières Kharkiv, Lopan et Oudy, celles-ci faisant partie du bassin versant du Seversky Donets dans la région nord-est de l’Ukraine.
Elle s'étend sur 306 km2 à une altitude allant de 94 à 202 mètres.

### Transports
La ville est le centre du transport de l'Est de l'Ukraine. Les liaisons ferroviaires depuis la gare de Kharkiv mènent à Kiev et d'autres régions de l'Ukraine et de l'Europe.
Kharkiv est un grand nœud ferroviaire avec plusieurs gares : gare de Kharkiv, d'Osnova, Balachovsky, de Levada (uk). La ville dispose aussi d'un aéroport international. 
La route M03 (partie de la route européenne 40), qui relie Kiev à la frontière de la région russe de Rostov, traverse la ville.
La route M18 relie Karkhiv à Yalta en Crimée.

#### Aéroport
L'aéroport international de Kharkiv (Aeromost-Kharkiv) propose 6 à 10 vols par jour. Les vols pour Kiev et Minsk sont quotidiens, ainsi que pour Varsovie et Istanbul.
Depuis le 28 novembre 2014, les deux vols quotidiens effectués par Aeroflot (SU1838/1839) sont suspendus.
L'usine d'assemblage de l'Antonov se trouve à l'aéroport.

#### Transports urbains
Le transport urbain est possible au moyen du métro, tramway, trolleybus, bus et pistes cyclables.
Le métro est ouvert depuis 1975. Il dispose de trois lignes avec trente stations au total.
Il y a un musée consacré aux tramways historiques de la ville.

### Climat
Kharkiv possède un climat continental. Les hivers sont assez froids et les étés sont chauds. La neige recouvre le sol en moyenne 92 jours par an. Les précipitations sont modérées (515 mm/an) et réparties de façon assez uniforme sur l'ensemble de l'année, l'été étant la saison la plus arrosée.
- Température record la plus froide : −35,6 °C (janvier 1940)
- Température record la plus chaude : 39,8 °C (8 août 2010)
- Nombre moyen de jours avec de la neige dans l'année : 79
- Nombre moyen de jours de pluie dans l'année : 134
- Nombre moyen de jours avec de l'orage dans l'année : 30
- Nombre moyen de jours avec tempête de neige dans l'année : 15

| Mois                              | jan. | fév. | mars | avril | mai  | juin | jui. | août | sep. | oct. | nov. | déc. | année |
| --------------------------------- | ---- | ---- | ---- | ----- | ---- | ---- | ---- | ---- | ---- | ---- | ---- | ---- | ----- |
| Température minimale moyenne (°C) | −8,5 | −8,1 | −2,9 | 4,7   | 9,9  | 13,8 | 15   | 14,1 | 9,1  | 3,7  | −1,8 | −5,8 | 3,6   |
| Température moyenne (°C)          | −5,7 | −5,1 | 0,1  | 9,1   | 15,3 | 19,2 | 20,4 | 19,5 | 13,9 | 7,3  | 0,8  | −3,3 | 7,6   |
| Température maximale moyenne (°C) | −2,8 | −2   | 3,7  | 14    | 20,7 | 24,6 | 25,9 | 25,2 | 19,4 | 11,7 | 3,6  | −0,8 | 11,9  |
| Précipitations (mm)               | 35   | 30   | 27   | 36    | 53   | 59   | 67   | 45   | 45   | 39   | 41   | 38   | 515   |

## Histoire

### Origine
Selon la légende, la ville a été fondée en 1654 par un cosaque ukrainien nommé Kharko. Kharkiv fait alors partie de la région historique de Slobojanchtchyna ou Ukraine slobodienne.

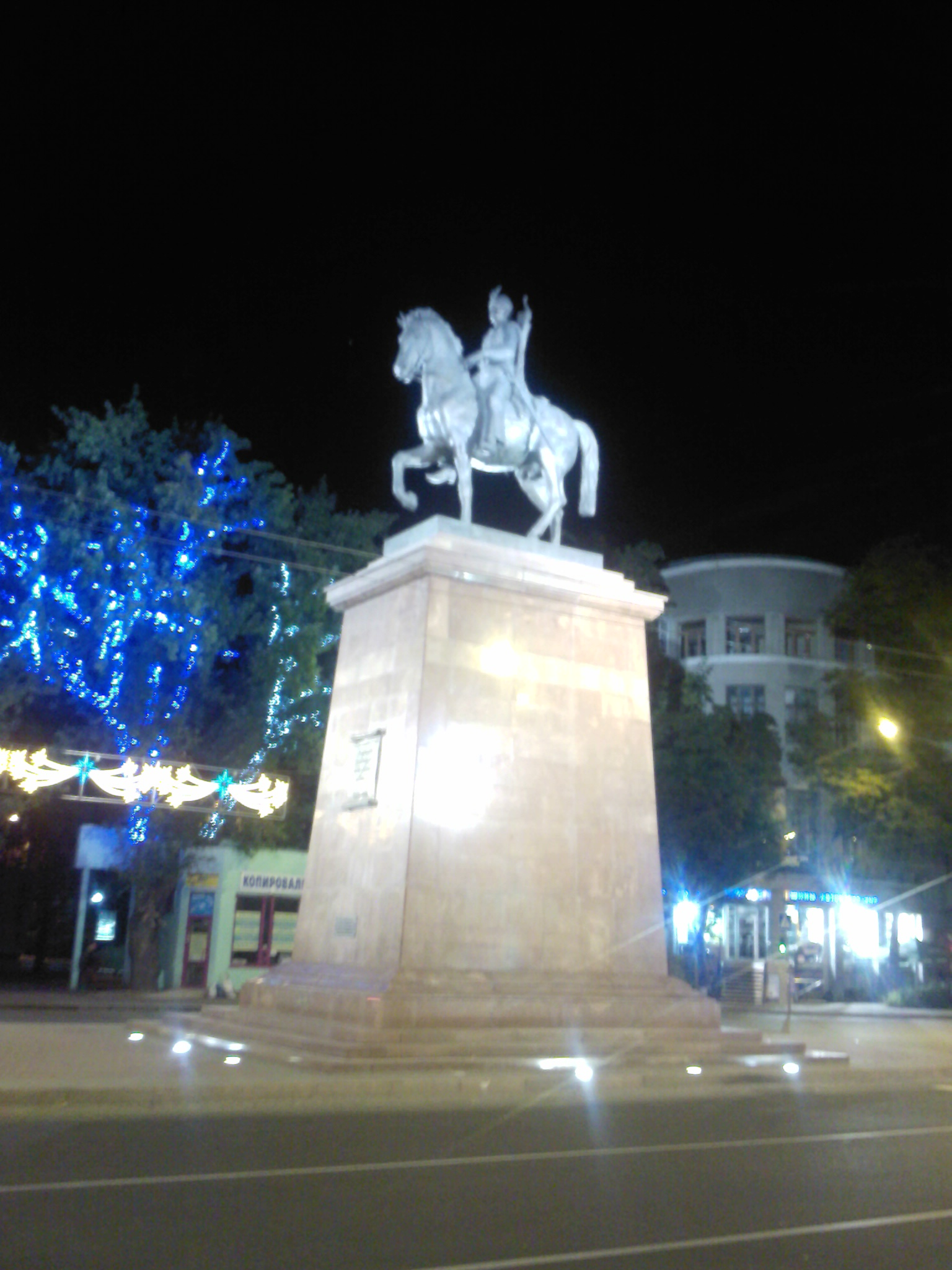
Un monument au fondateur de la ville.

Au XVIIe siècle, ces terres appartenaient à l'Hetmanat. Au XIXe siècle, la ville est parfois appelée Charcovie en français.
Pendant la Guerre d'indépendance ukrainienne, la ville faisait à l'origine partie de la République populaire ukrainienne jusqu'en janvier 1918, puis la ville fut brièvement reprise par les bolcheviks, à partir du printemps 1918 elle fut sous le contrôle des Allemands, par la suite est occupée de juin à décembre 1919 par les Forces Armées du Sud de la Russie et placée sous la direction du général Vladimir Maï-Maïevski, mais en 1919, la ville fut de nouveau occupée par l'Armée rouge.
C’est la capitale de l’Ukraine soviétique de 1917 à 1919 puis de 1920 à 1934. C'est ici que des journalistes étrangers ont enregistré pour la première fois les victimes de l'Holodomor. Lors de la Grande Purge ici, à la Immeuble Slovo, les services spéciaux soviétiques ont retenu en otage des représentants de l'intelligentsia ukrainienne.

#### Seconde Guerre mondiale

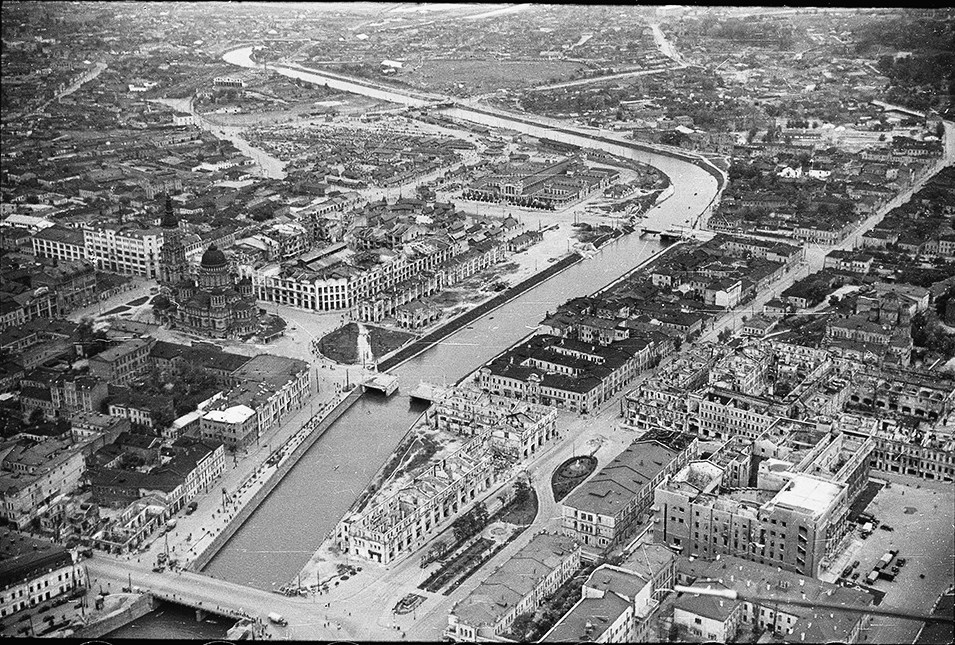
Vue du centre de Kharkiv en 1941.

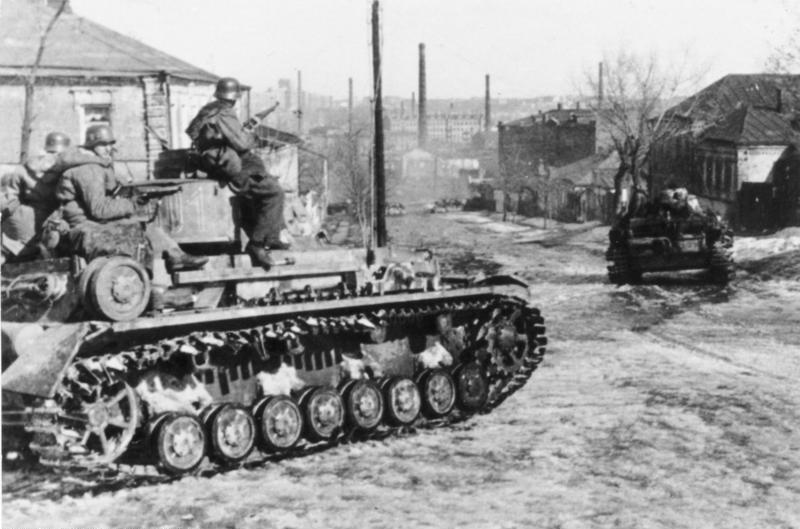
Chars allemands dans les rues de la ville en mars 1943.

Kharkov était au début de la guerre l'un des plus grands centres industriels de l'Union soviétique. L'une de ses plus grandes contributions a été le char soviétique T-34 mis en service en 1940 qui a été à la fois conçu et développé à l'usine de tracteurs n°183 de Kharkov. Elle était considérée comme l'usine de tanks la plus puissante du pays. Les autres usines situées dans la ville comprenaient l'usine d'avions, l'usine du NKVD et l'usine de turbines. Les productions militaires qui se trouvaient à Kharkov avant le début du conflit comprenaient : des chars, des avions Sukhoi Su-2, des tracteurs d'artillerie, des mortiers de 82 mm, des mitraillettes, des munitions et d'autres équipements militaires. À l'automne 1941, Kharkov était considérée comme l'une des bases stratégiques les plus importantes des Soviétiques pour les liaisons ferroviaires et aériennes. Elle reliait non seulement les parties est-ouest et nord-sud de l'Ukraine, mais également plusieurs régions centrales de l'URSS. Dans la dernière partie de l'opération Barbarossa, l'objectif principal des troupes allemandes était de capturer les usines ferroviaires et militaires, elles ont donc désespérément essayé de garder intacte la zone industrielle de Kharkov.
La ville change pas moins de quatre fois de mains lors de la Seconde Guerre mondiale : prise à la première bataille de Kharkov par les troupes allemandes le 25 octobre 1941, celles-ci résistent du 12 au 28 mai 1942 à une offensive désastreuse de l'Armée rouge (Seconde bataille de Kharkov) qui ne réussit pas à s'emparer de la ville. Les troupes allemandes l'évacuent une première fois (Opération Saturne) le 15 février 1943 à la suite de leur défaite à Stalingrad et de l'offensive soviétique qui a suivi, puis la reprennent (Troisième bataille de Kharkov) le 14 mars 1943 dans la nuit, après plusieurs jours de combats urbains. Ils la quittent définitivement (Opération Polkovodets Roumiantsev) dans la nuit du 22 au 23 août 1943.
L’occupation allemande est marquée par de nombreux crimes de guerre, comme la pendaison de civils considérés comme des partisans et, lors de la reprise de la ville en mars 1943, par le massacre de centaines de militaires blessés dans un hôpital de la ville par la division Leibstandarte SS Adolf Hitler.
Les nationalistes ukrainiens, tolérés au début de l'occupation furent ensuite réprimés.
À l'exception de quelques écoles primaires, l'enseignement est supprimé.
Pour l'armée allemande, la ville est une métropole de délassement avec des théâtres qui donnent des opéras, des restaurants, des magasins, échoppes et services dont certains étaient tenus par des habitants qui n'étaient pas forcément des collaborateurs, mais une minorité privilégiée dans une population affamée.
Le marché noir toléré auquel participent des soldats allemands permet la survie d'une partie de la population.
Les « autorités locales » étaient sous la mainmise des Allemands: le conseil municipal  et le maire Alexandre Semienenko les accompagnent dans leur retraite en février 1943 et à leur retour en mars 1943.
À l'entrée de l'Armée rouge en février 1943, la ville ne compte plus que 350 000 habitants, contre 900 000 avant la guerre, 700 000 à l'arrivée des Allemands en octobre 1941 après évacuation d'une partie de la population avec l'industrie lourde. ̈D'après les autorités soviétiques, 120 000 avaient été déportés comme travailleurs forcés, 30 000 personnes assassinées dont 16 000 juifs, 80 000 étaient morts de faim et les autres réfugiés dans les campagnes environnantes.

### XXIesiècle
La ville est le théâtre d'affrontements en 2014, au cours desquels la population est très divisée entre « pro-Maïdan » issus de la révolution de Maïdan, et « pro-Russes » ayant soutenu le pouvoir de Viktor Ianoukovytch ainsi que la fédéralisation du pays.
Toujours en 2014, des militants pro-russes ont hissé le drapeau russe au-dessus du bâtiment de l'administration régionale et proclamé la République populaire de Kharkov. Le soulèvement a cependant été réprimé en moins de deux jours, en raison de la réaction rapide des forces de sécurité ukrainiennes placées sous la direction du ministre ukrainien de l'Intérieur de l’époque, Arsen Avakov, et de celui de la Défense, Stepan Poltorak. Le maire de la ville, Hennadiy Kernes, qui a d'abord soutenu la Révolution orange avant de rejoindre le Parti des régions, a décidé de se mettre du côté du gouvernement ukrainien.

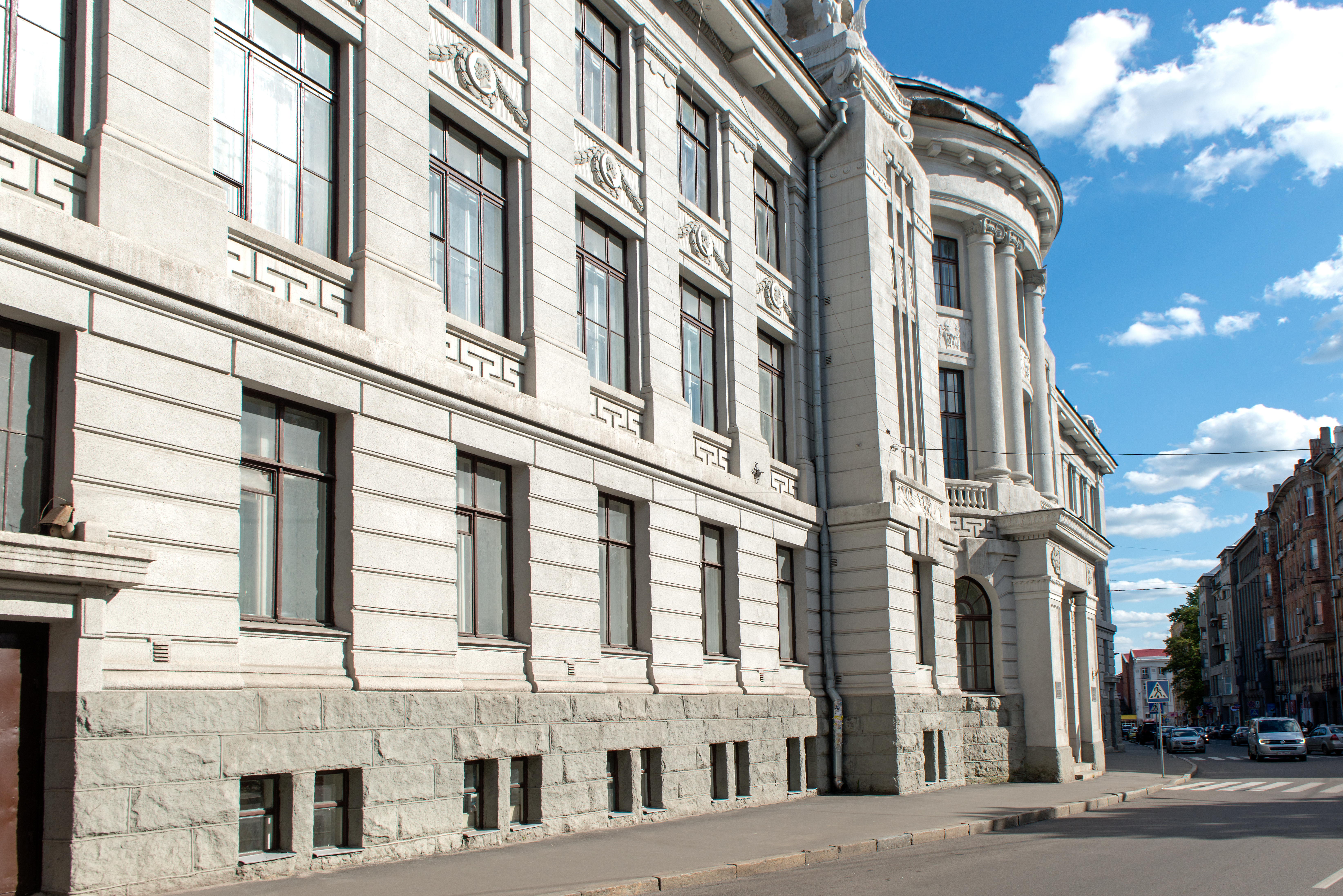
Le bâtiment de la société médicale, rue Pouchkine, à Kharkiv, mai 2015.

Lors de la guerre russo-ukrainienne de 2022, la ville est le théâtre d’importants combats.

## Population

### Démographie
Recensements ou estimations de la population :
| 1787   | 1856   | 1897*   | 1914    | 1923*   | 1926*   | 1939*   |
| ------ | ------ | ------- | ------- | ------- | ------- | ------- |
| 11 000 | 35 600 | 173 989 | 244 700 | 307 081 | 409 505 | 832 913 |

| 1943    | 1946    | 1959*   | 1970*     | 1979*     | 1989*     | 2001*     |
| ------- | ------- | ------- | --------- | --------- | --------- | --------- |
| 192 000 | 672 000 | 934 136 | 1 222 852 | 1 443 754 | 1 609 959 | 1 470 902 |

| 2011      | 2012      | 2013      | 2014      | 2015      | 2016      | 2017      |
| --------- | --------- | --------- | --------- | --------- | --------- | --------- |
| 1 446 500 | 1 441 362 | 1 451 028 | 1 451 132 | 1 452 887 | 1 449 732 | 1 439 036 |

| 2018      | 2019      | 2020      | 2021      | 2022      | - | - |
| --------- | --------- | --------- | --------- | --------- | - | - |
| 1 450 082 | 1 446 107 | 1 443 207 | 1 433 886 | 1 421 125 | - | - |

Le taux de natalité en 2012 était de 9,2 pour mille avec 13 366 naissances (contre un taux de natalité de 8,8 pour mille en 2011 pour 12 835 naissances), tandis que le taux de mortalité était de 11,9 pour mille avec 17 279 décès (contre un taux de mortalité de 11,9 pour mille en 2011 pour 17 103 décès). En 2015, avec 12 678 naissances le taux de natalité était de 8,9 pour mille tandis qu'avec 19 318 décès le taux de mortalité était de 13,5 pour mille.

### Structure par âge
0-14 ans : 12,4 %  (91 165 hommes pour 86 317 femmes)
15-64 ans : 73,3 %  (497 711 hommes pour 535 876 femmes)
65 ans et plus : 15,3 %  (73 427 hommes pour 145 669 femmes)

### Agglomération
L’agglomération de Kharkiv compte 1 830 000 habitants en 2007.

### Nationalités
|            | Recensement de 1897 | Recensement de 1926 | Recensement de 1939 | Recensement de 1959 | Recensement de 1989 |
| ---------- | ------------------- | ------------------- | ------------------- | ------------------- | ------------------- |
| Ukrainiens | 25,9 %              | 38,6 %              | 48,5 %              | 48,4 %              | 50,4 %              |
| Russes     | 63,2 %              | 37,2 %              | 32,9 %              | 40,4 %              | 43,6 %              |
| Juifs      | 5,7 %               | 19,5 %              | 15,6 %              | 8,7 %               | 3,0 %               |

## Politique et administration

Les neuf raïons.

La ville de Kharkiv est divisé en 9 raïons :
- N°1 : raïon Kholodnohirsky
- N°2 : Raïon de Chevtchenko
- N°3 : raïon Kiev
- N°4 : raïon Salvitsky
- N°5 : raïon Nemychliansky
- N°6 : raïon Industriel
- N°7 : raïon Slobidsky
- N°8 : raïon Osnoviansky
- N°9 : raïon Novobavarsky

Elle est dirigée par un maire et un conseil municipal élus pour quatre ans.

### Liste des maires
| Période                                  | Période          | Identité              | Étiquette         | Qualité                          |
| ---------------------------------------- | ---------------- | --------------------- | ----------------- | -------------------------------- |
| 1914                                     | 1917             | Dmytro Bahalii        |                   |                                  |
| 1917                                     | 1917             | Camarade Artiom       |                   |                                  |
| Les données manquantes sont à compléter. |                  |                       |                   |                                  |
| 1941                                     | 1941             | Erwin Vierow          |                   | commandant militaire de la ville |
| Les données manquantes sont à compléter. |                  |                       |                   |                                  |
| 21 mars 2002                             | 26 mars 2006     | Volodymyr Choumilkine |                   |                                  |
| 26 mars 2006                             | 10 mars 2010     | Mikhaïl Dobkine       | Parti des régions |                                  |
| 24 novembre 2010                         | 17 décembre 2020 | Hennadiy Kernes       | Bloc Kernes       |                                  |
| 17 décembre 2020                         | en fonction      | Ihor Terekhov         | Bloc Kernes       | intérim puis élu en octobre 2021 |

## Culture et patrimoine

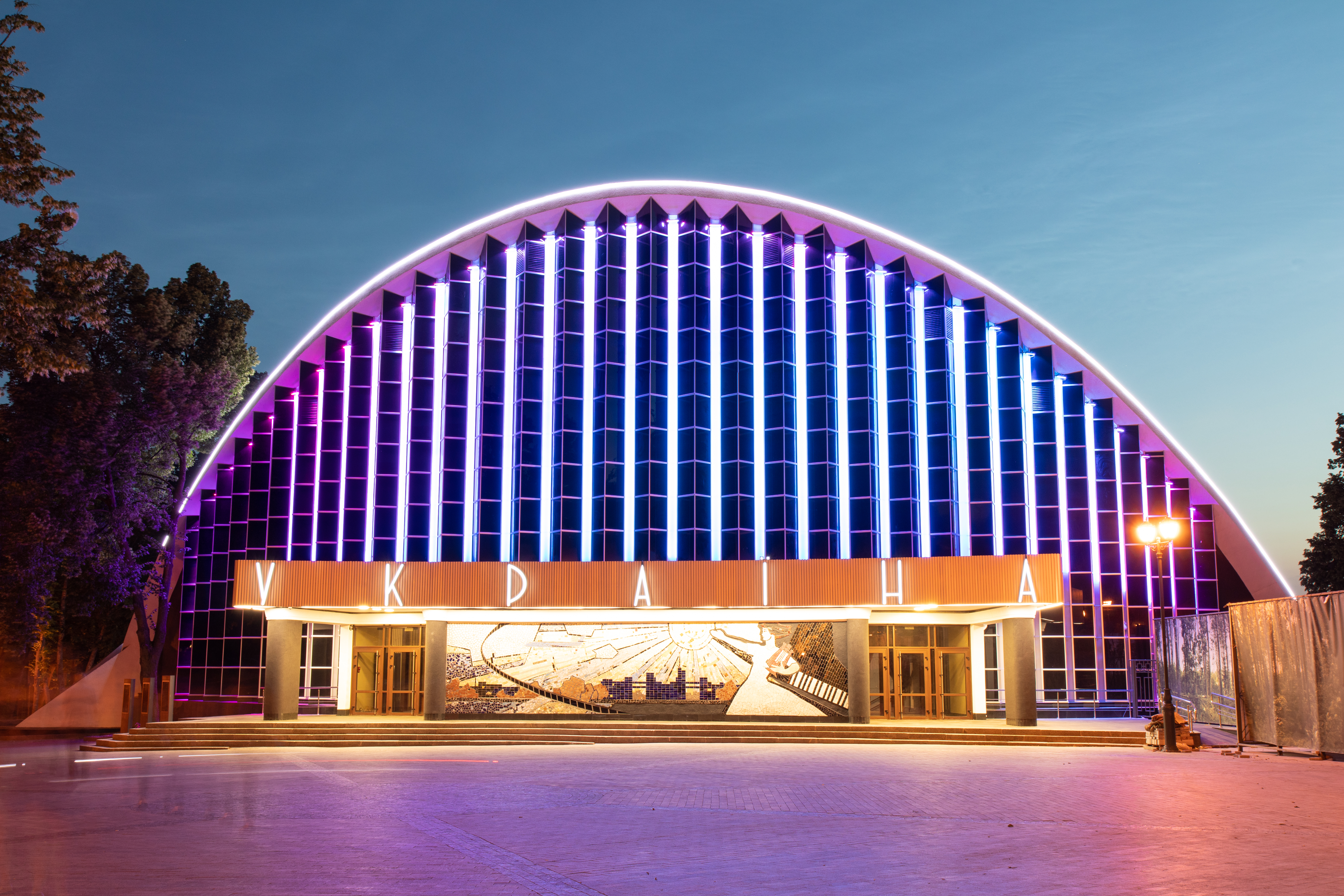
La salle KKZ Ukraine.

La ville anime diverses institutions culturelles :
- un opéra, un orchestre philharmonique et plusieurs orchestres.
- six théâtres d'État et dix-neuf théâtres privés (Théâtre dramatique national de Kharkiv, Opéra-théâtre national Lyssenko de Kharkiv)
- Musée d'histoire de Kharkiv.
- un musée d’Art, l'un des plus importants d'Ukraine, fondé en 1905
- le Centre Yermilov d'art contemporain.
- la Galerie municipale de Kharkiv fondée en 1996.
- le musée ferroviaire de Kharkiv et de nombreux autres musées (vingt musées au total).

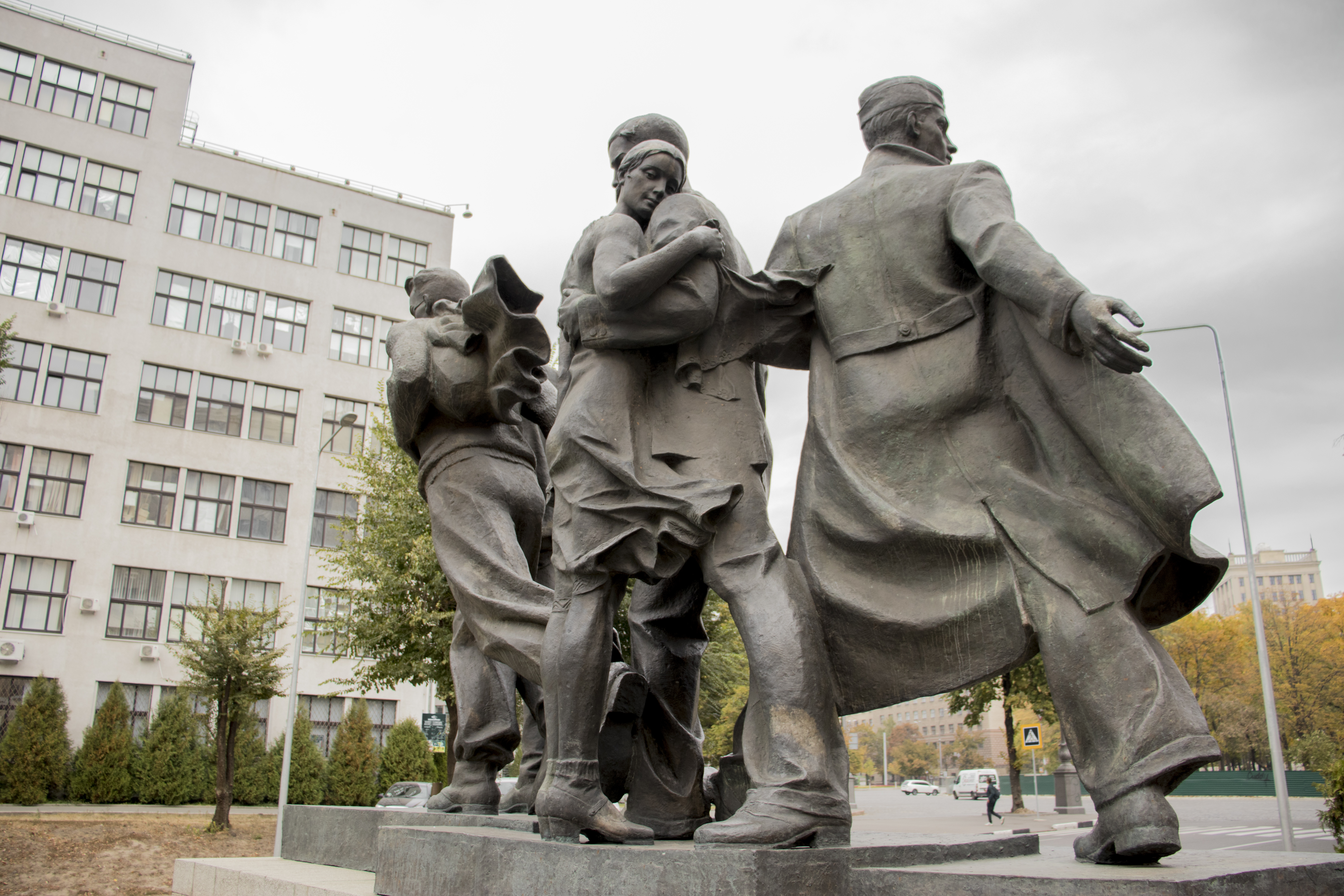
Monument aux soldats classé[18].
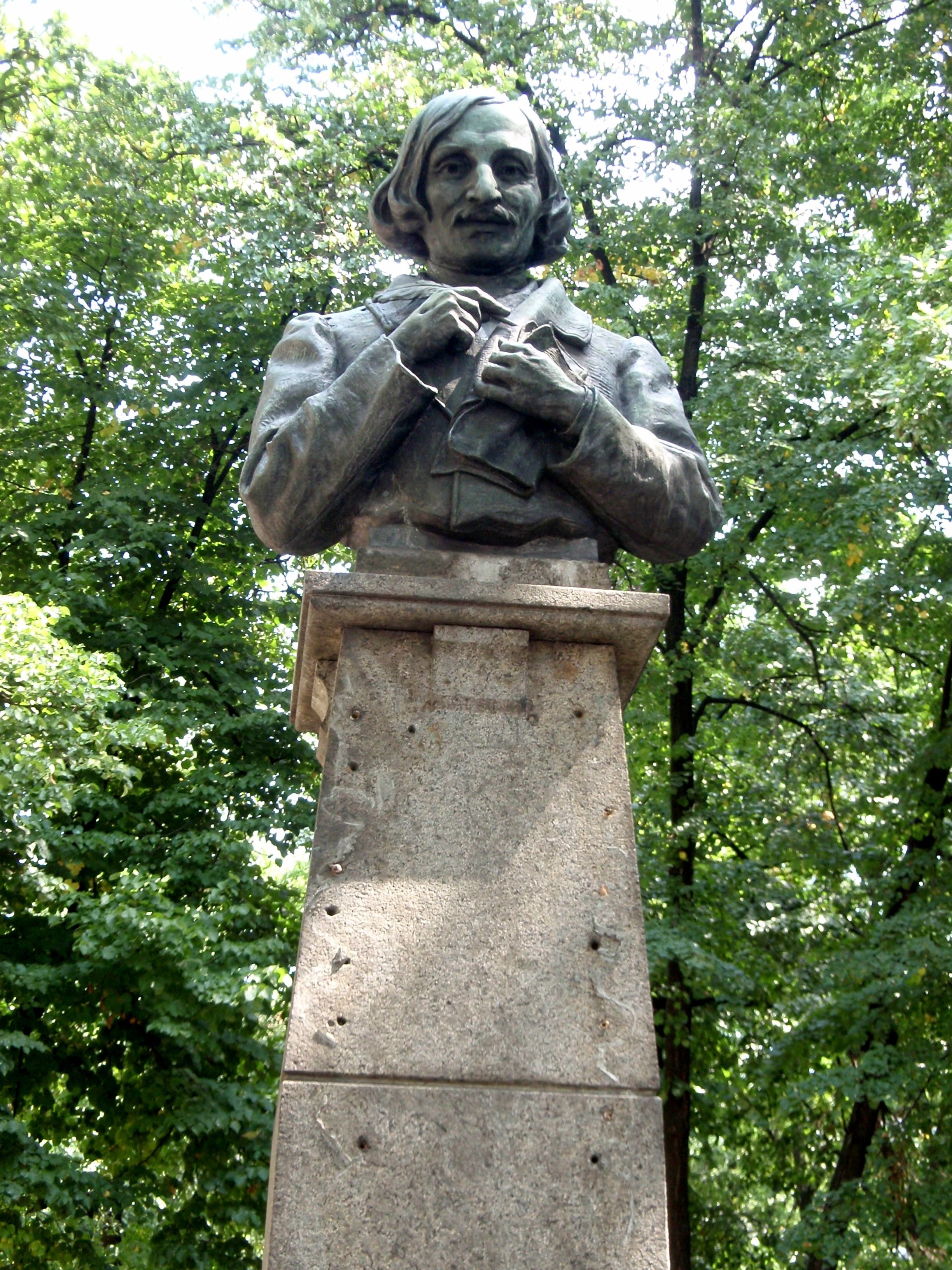
Monument à Nicolas Gogol classé[19].
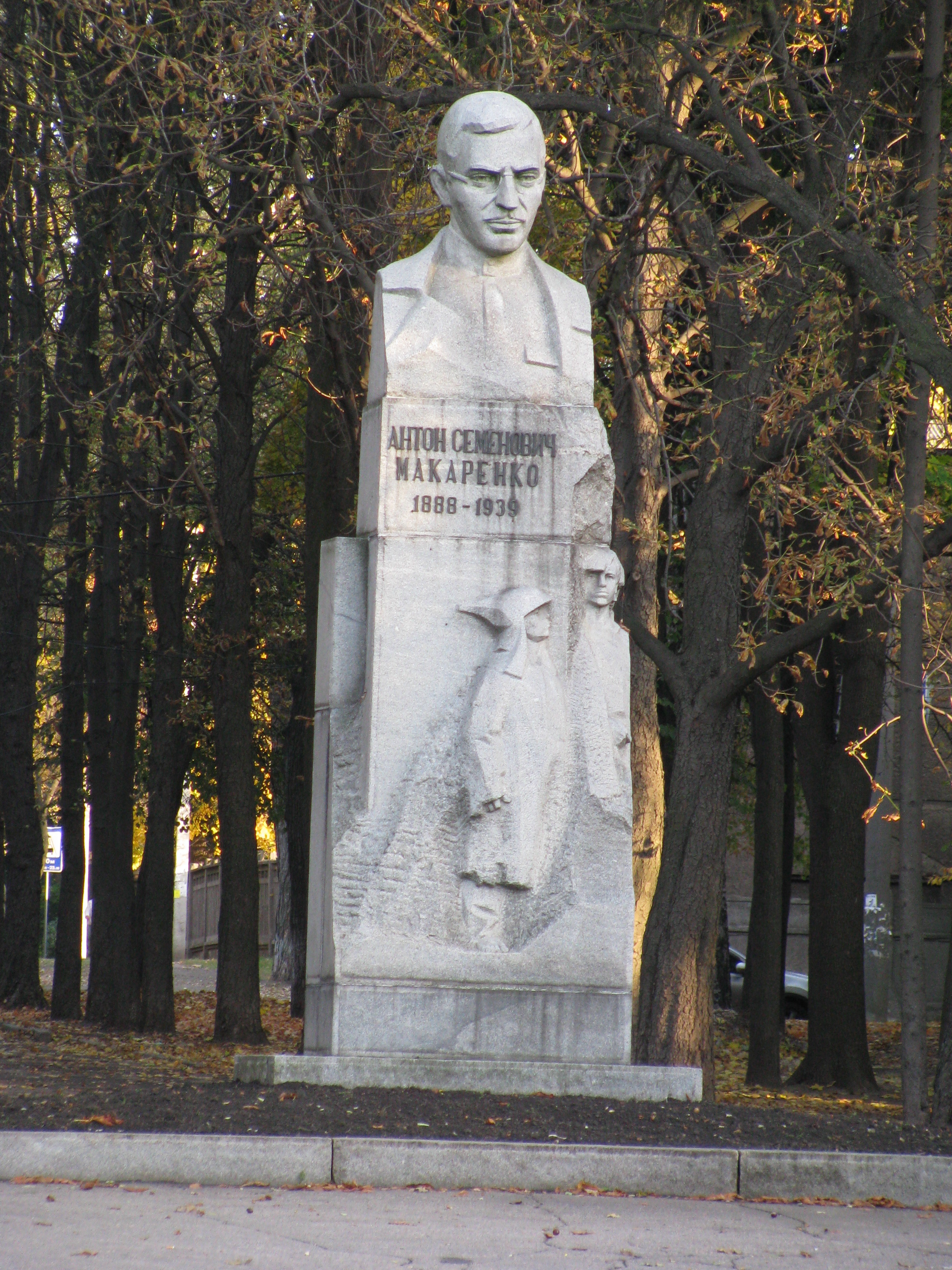
Monument à Anton Makarenko classé[20].
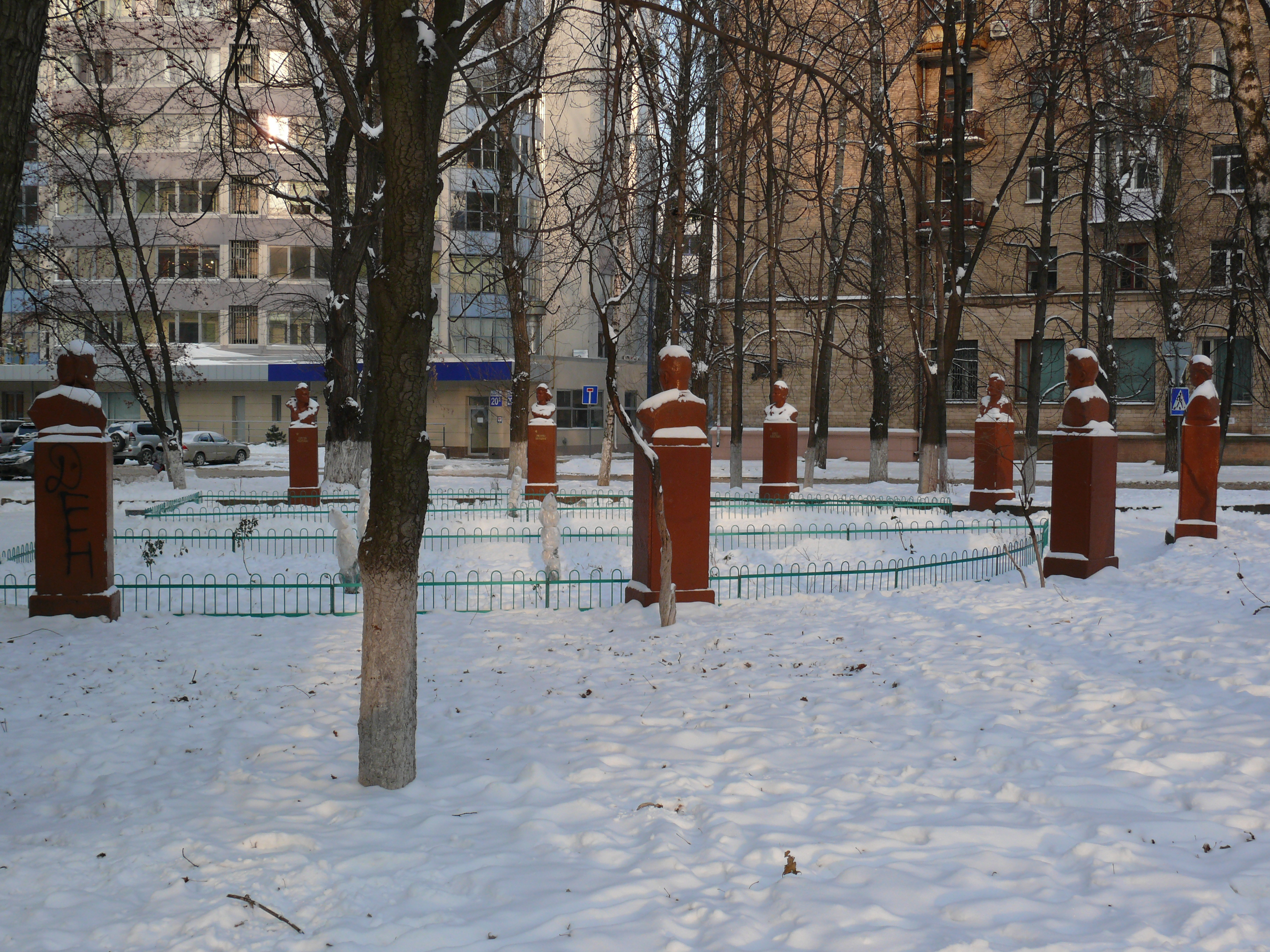
Allée de la Jeune garde classé[21].

### Cultes
La majorité de la population appartient à l'Église orthodoxe et il existe aussi depuis l'indépendance du pays une implantation de nouvelles religions protestantes (les baptistes qui constituent des communautés très dynamiques, les adventistes du septième jour, les pentecôtistes, les presbytériens, etc.) et de sectes d'origine américaine (mormons, témoins de Jéhovah, etc.).
Kharkiv, qui est aussi le siège du diocèse catholique de Kharkiv-Zaporijjia avec la cathédrale de l'Assomption, accueille quatre paroisses catholiques et une paroisse gréco-catholique. De plus, il existe une petite communauté luthérienne, une paroisse arménienne, trois mosquées et une synagogue.

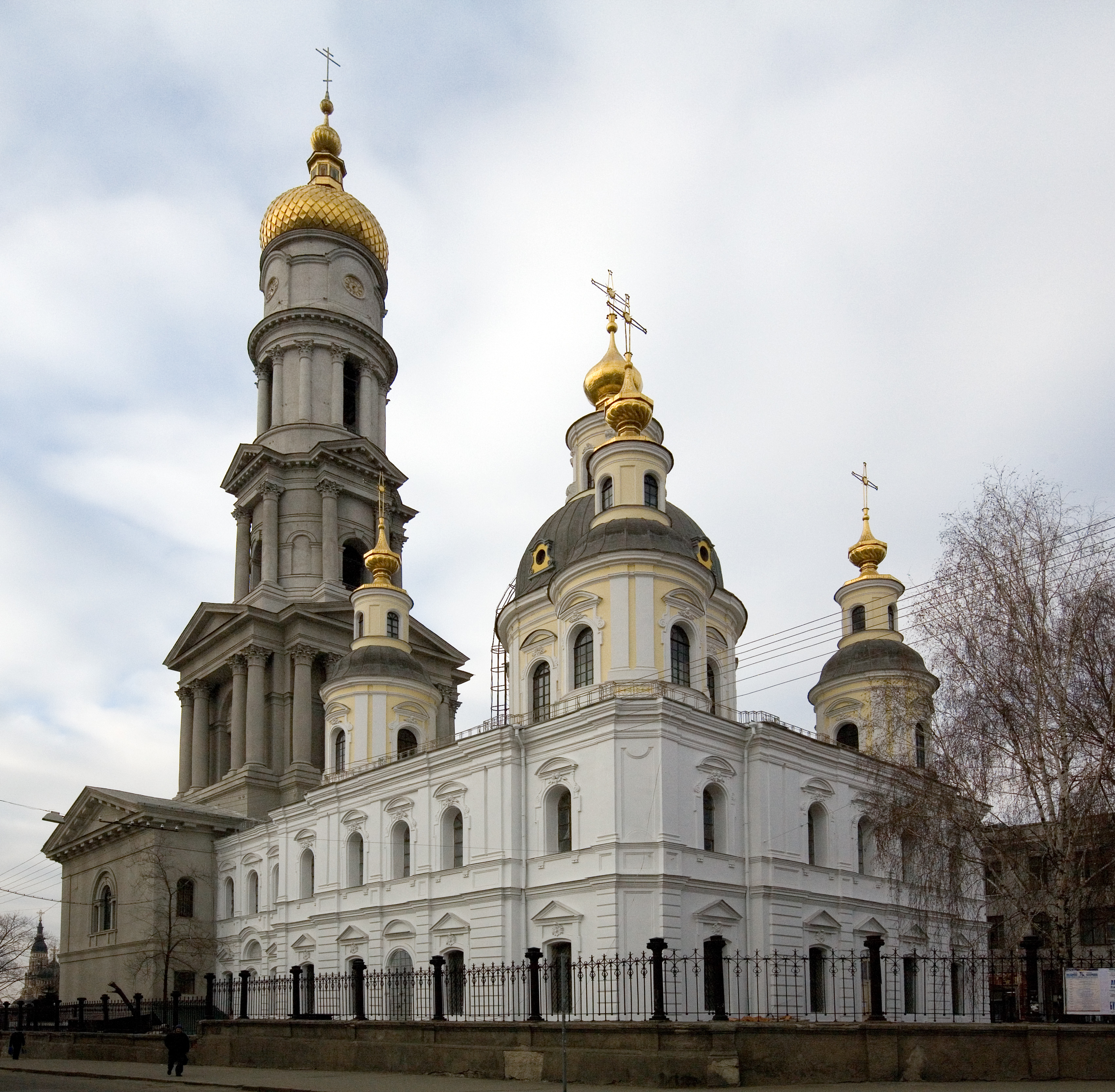
Vue de la cathédrale de la Dormition de Kharkiv, en janvier 2013.
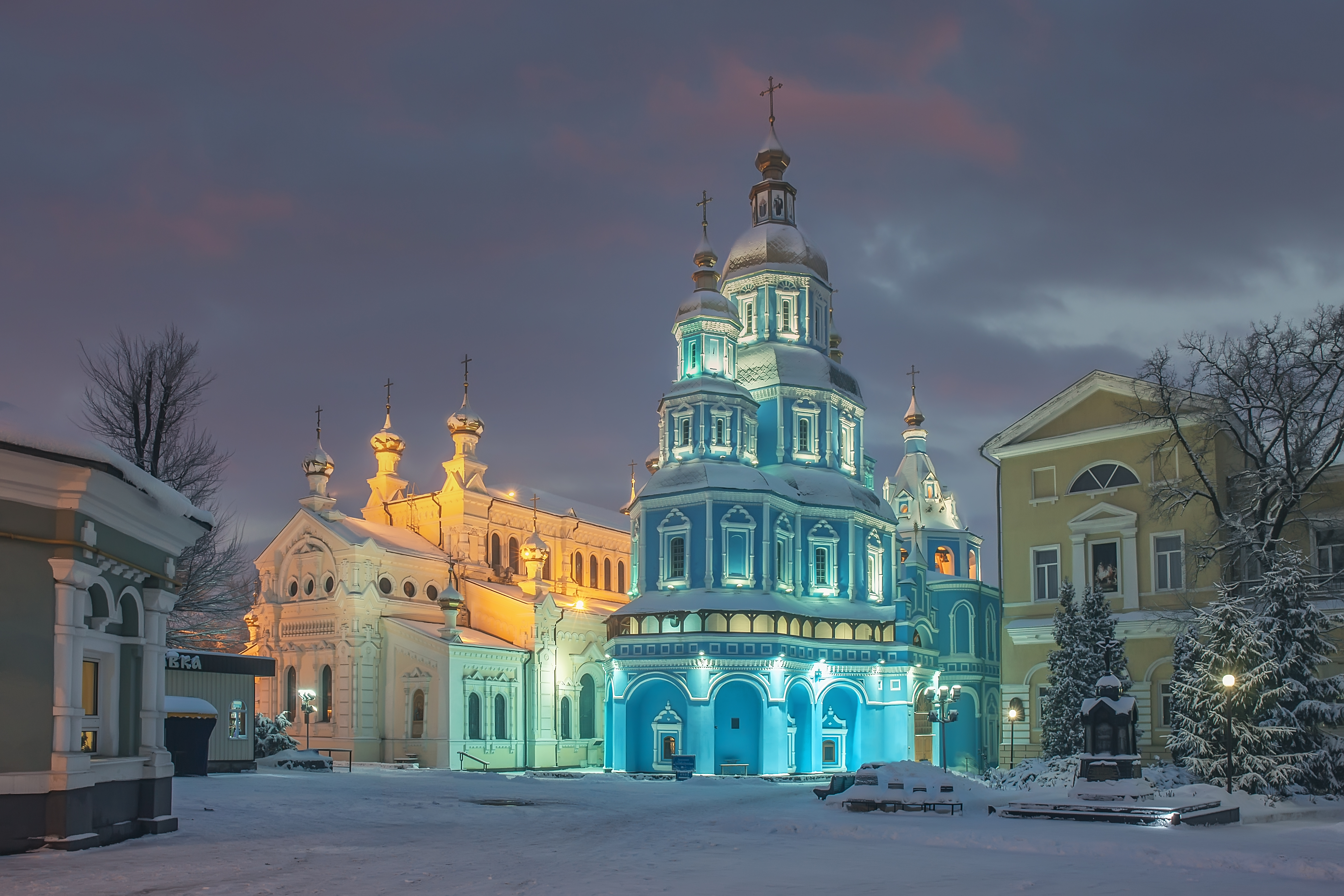
Cathédrale de Pokrov à Kharkiv. Février 2020.
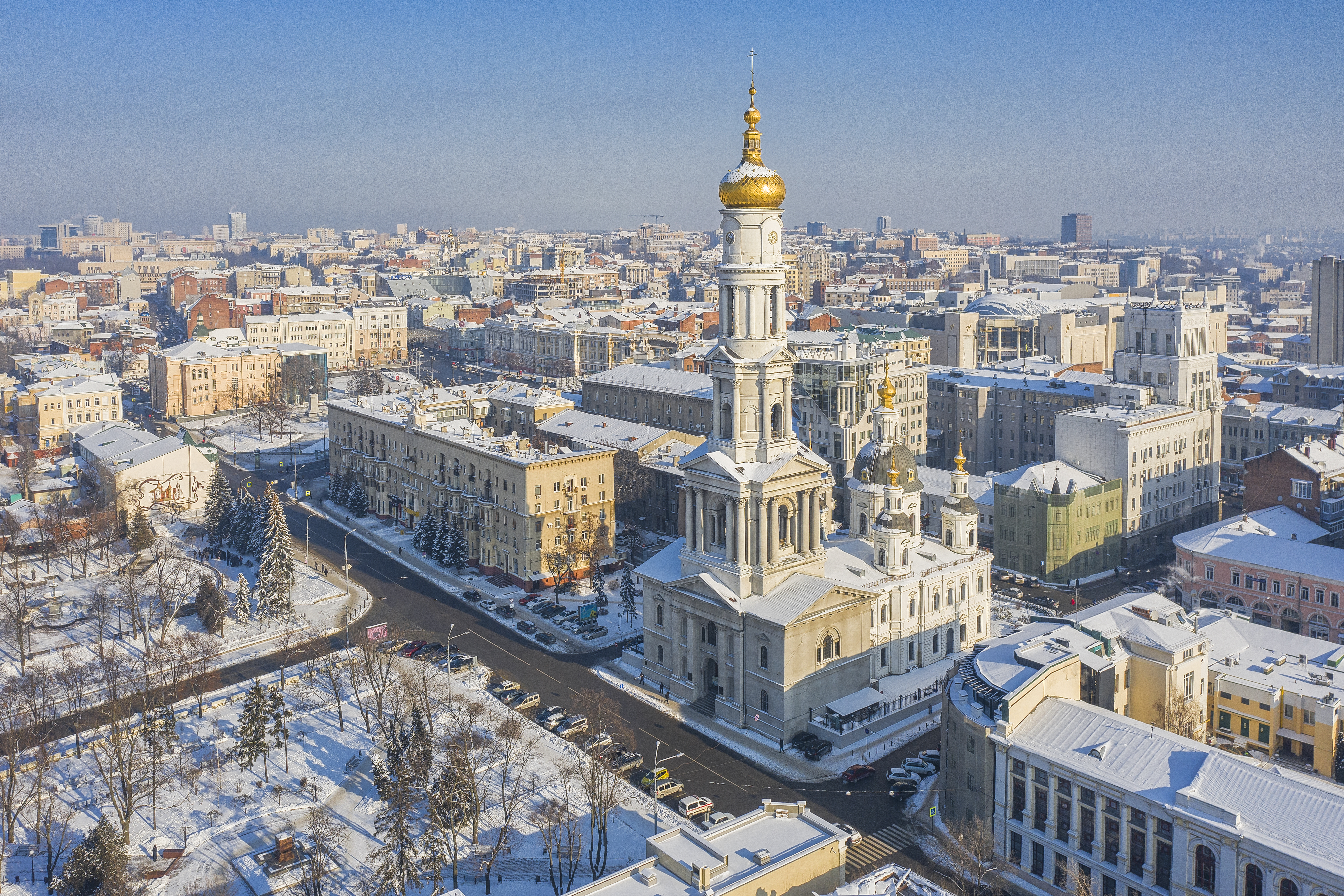
La collégiale orthodoxe de la Dormition avec Kharkiv sous la neige. Janvier 2021.
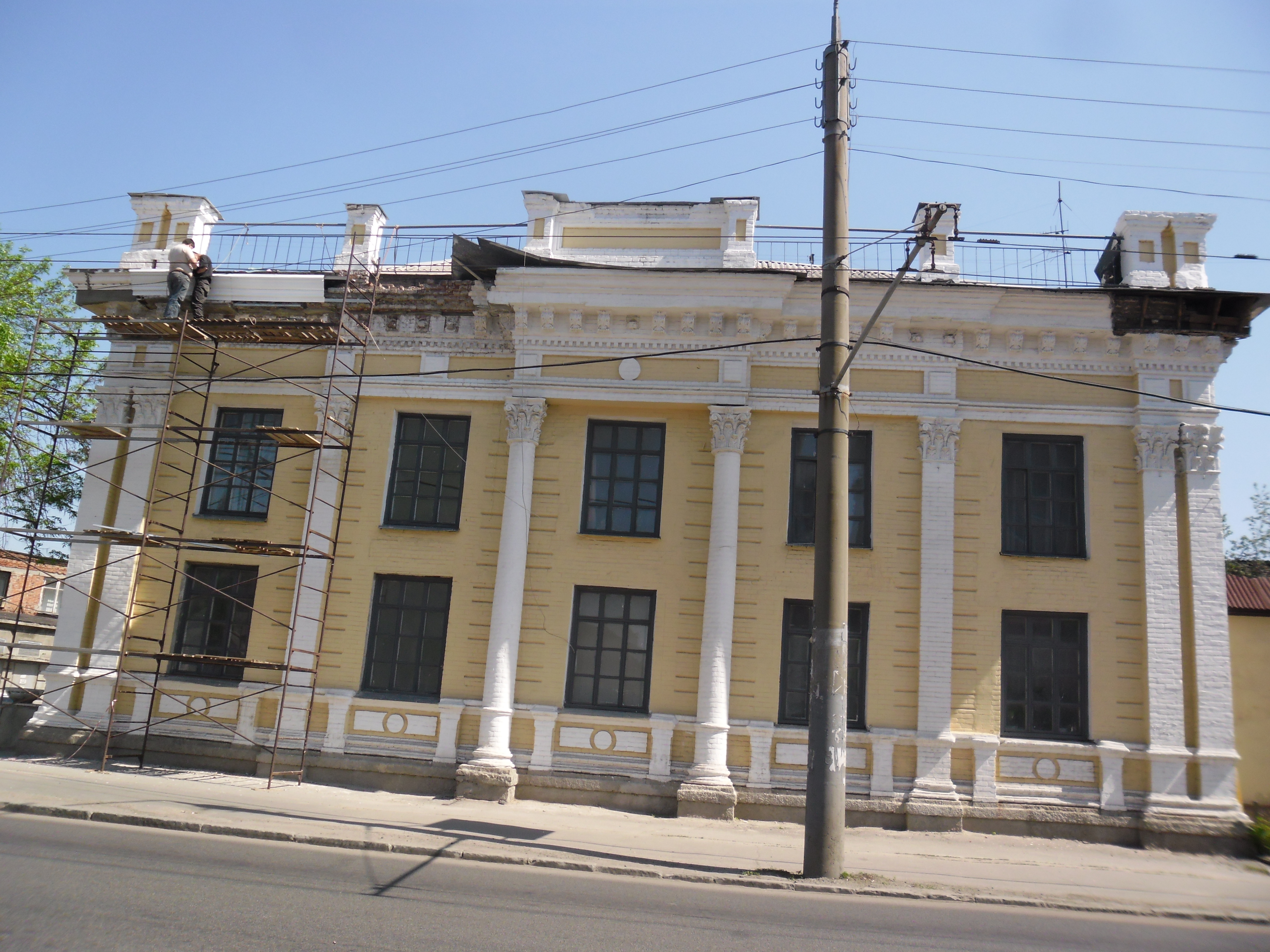
Synagogue karaïm de Kharkiv.

- La cathédrale orthodoxe de l'Intercession, construite à la fin du XVIIe siècle, est en style baroque ukrainien, partie du Monastère de l'Intercession de Kharkiv avec l'église Ozeriana.
- Sa mosquée cathédrale.
- La cathédrale de la Dormition de Kharkiv, fondée en 1657, est quant à elle reconstruite au XIXe siècle en style néoclassique.
- La cathédrale diocésaine de l'Église orthodoxe d'Ukraine (patriarcat de Moscou) est depuis 1946 la cathédrale de l'Annonciation.
- l'Église orthodoxe d'Ukraine du patriarcat de Kiev soit l'Église autocéphale orthodoxe d'Ukraine (issue récemment d'un schisme) dispose de plusieurs lieux de culte récents, comme l'Église orthodoxe d'Ukraine du patriarcat de Kiev, issue d'un schisme en 1992.
- Synagogue chorale de Kharkov.

En 2007, la communauté vietnamienne construit le plus grand temple bouddhiste d'Europe sur un hectare.
Enfin il existe un pourcentage important d'athées du fait de l'idéologie communiste. Plusieurs églises, dont la cathédrale Saint-Nicolas, ont été détruites ou fermées au culte à partir des années 1930.

### Loisirs
- Parc zoologique, ouvert en 1896 (troisième à ouvrir dans l'Empire russe), premier d'Ukraine et vingtième du monde. Le parc est en rénovation totale et rouvrira en 2018.
- Parc de la jeunesse, ancien cimetière.
- Le parc Maxime Gorki.

### Jeux vidéo
- La ville de Kharkiv apparaît dans le jeu vidéo World of Tanks.
- La ville apparaît aussi dans le jeu Hell let loose.

## Économie
Durant la période soviétique, Kharkiv était la capitale économique et industrielle de l'Ukraine.
La banque UkrSibbank a été fondée dans cette ville, c'est une filiale de la banque française BNP Paribas.
D'autres entreprises connues présentes à Kharkiv sont :
- Emballage de cigarettes : Amkor rench[22]
- Pétrochimie : XADO

### Matériel ferroviaire
L'usine Malychev de locomotive de Kharkiv (KhPZ), était un fabricant d'État d'équipements lourds. L'usine est étroitement associée au bureau de conception de Morozov (KMDB). L'usine locomotive de Kharkiv a construit environ 20 % des moteurs ferroviaires de l'Empire russe. L'usine Malychev fabrique également des pièces pour Bizon.

### Aéronautique

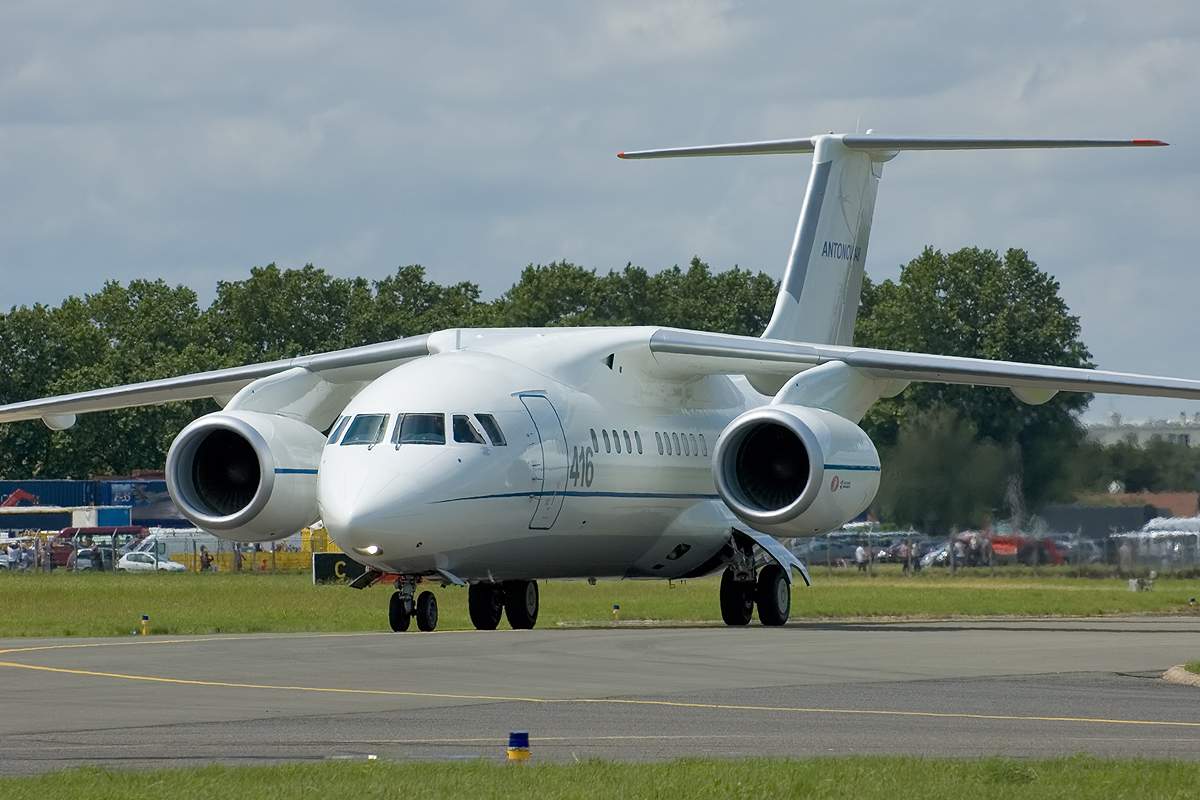
Antonov 148.

La production des avions destinés à la CEI fut lancée chez KhAPO (entreprise de construction aéronautique nationale de Kharkiv) en 1999, l’usine de Kharkiv était largement engorgée par les programmes des Antonov An-74 et An-148.
La compagnie Aeromost-Kharkov est basée à Kharkiv, elle a mis en service l’An-140 aussi fabriqué ici alors qu’elle s’appelait encore Aeromist.

### Marchés de Kharkiv

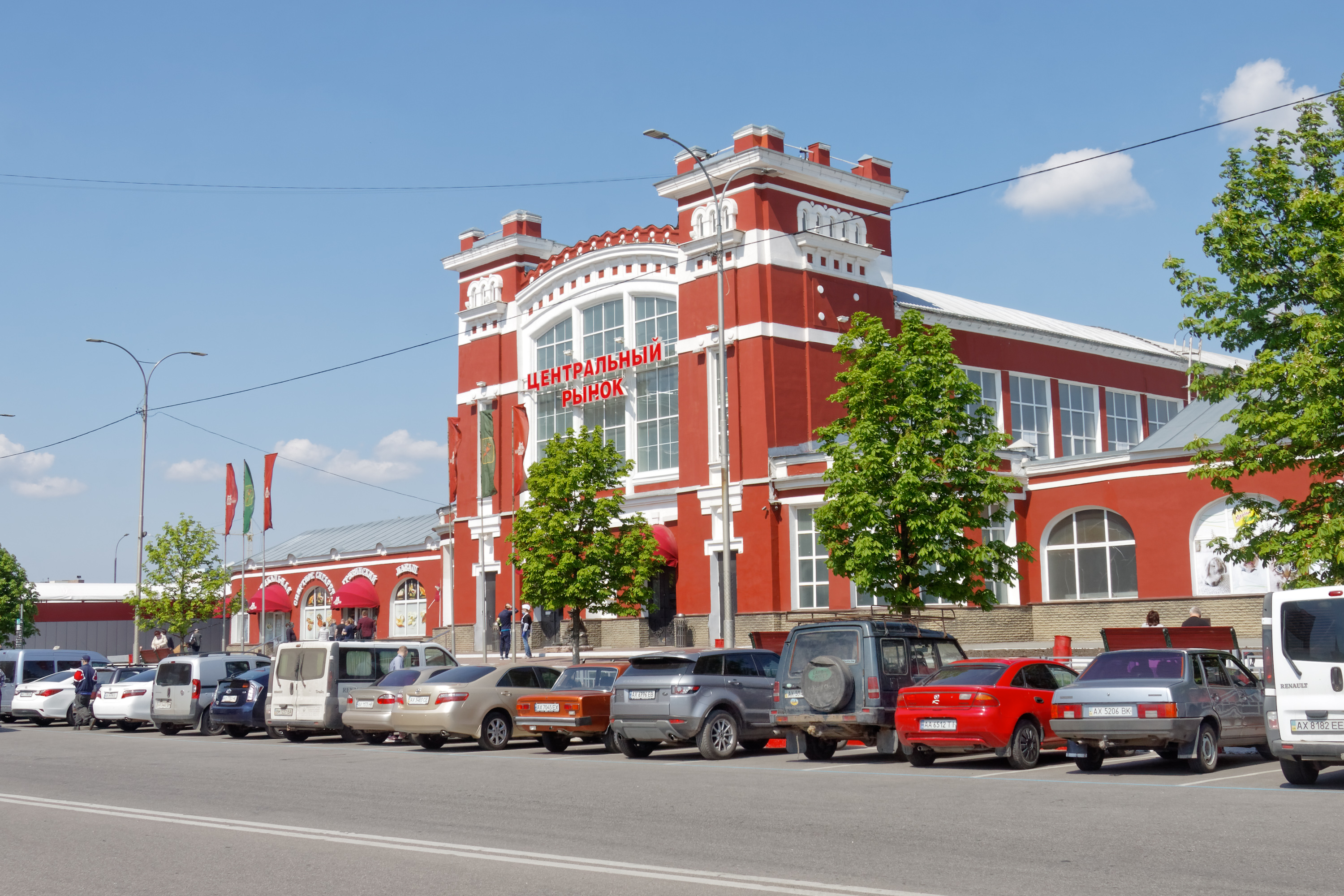
Le marché central de Kharkiv.

- Barabachovo est le plus grand marché d'Ukraine et aussi d'Europe.
- Blagovechinskiï
- Konniï : marché d’animaux (cheval).
- Raïskiï

## Enseignement supérieur

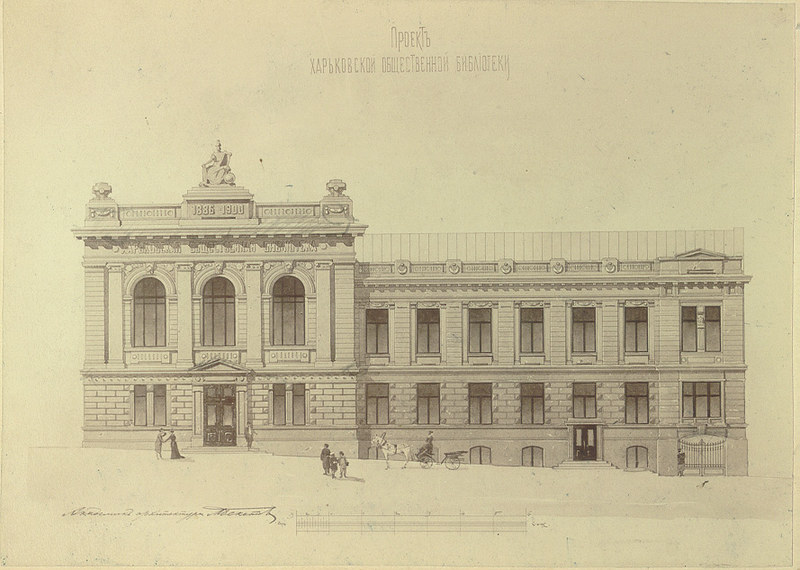
La bibliothèque Korolenko.

Voici quelques établissements d'enseignement supérieur à Kharkiv :
- l’université nationale de Kharkiv,
- l'université nationale de pharmacie,
- La faculté de droit de l'université nationale Iaroslav le Sage.
- l’université nationale polytechnique de Kharkiv (en),
- l’université nationale d’économie de Kharkiv,
- l'académie culturelle d'État de Kharkiv,
- l’université nationale médicale de Kharkiv,
- hôpital psychiatrique de Kharkiv,
- l’Académie d'État de design et d'art de Kharkiv.
- Et plus de 20 grandes écoles spécialisées, dont :
  - l'Université nationale de la Force aérienne Ivan Kojedoub
  - l'Institut aéronautique…

## Statut linguistique

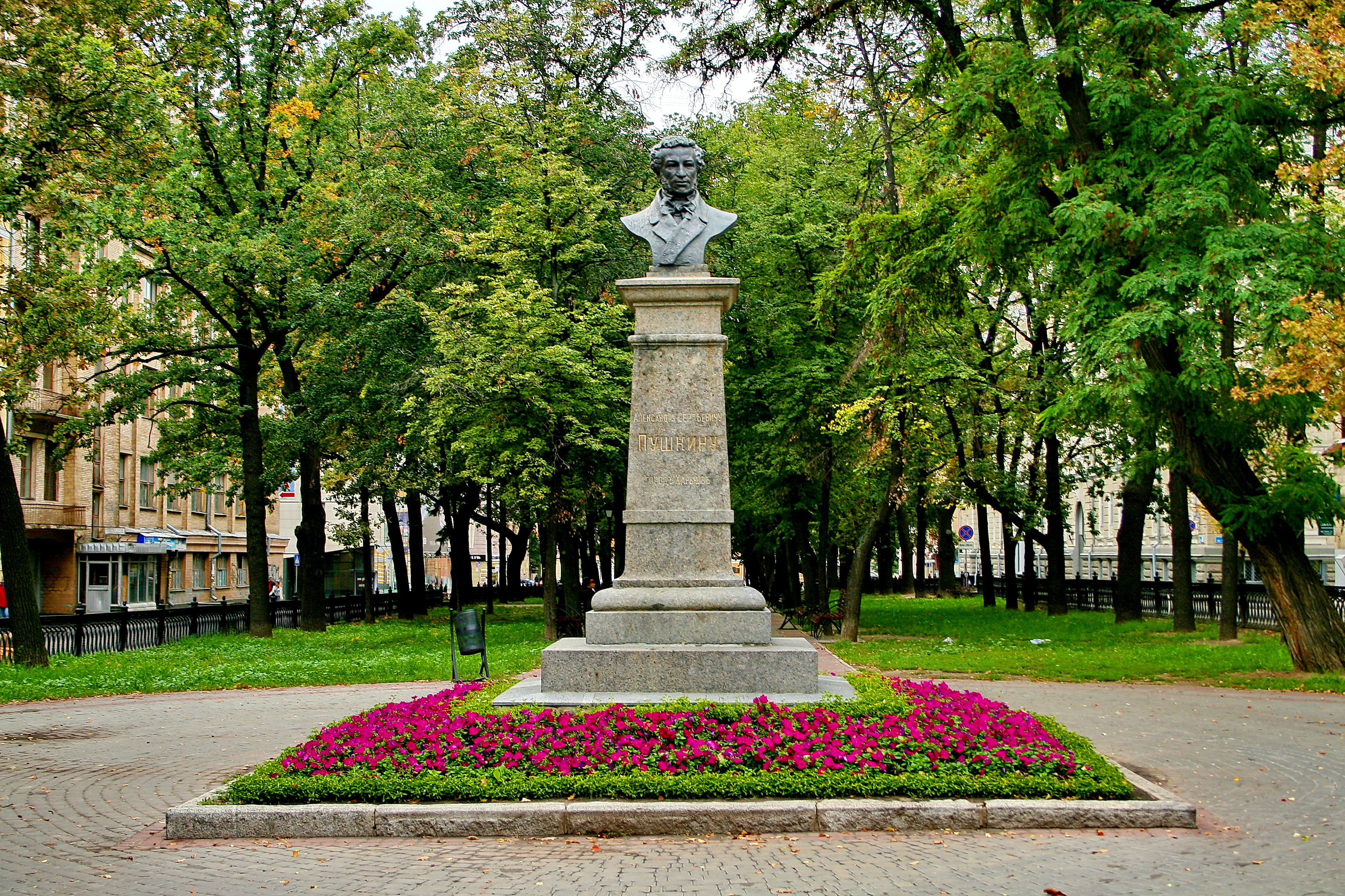
Buste de Pouchkine, place de la Poésie, devant lequel avaient lieu des manifestations dans les années 2000, contre l'interdiction de la langue russe.

En 1996, le conseil municipal de la ville choisit le russe comme langue de travail avec les autorités centrales, le russe étant la langue maternelle de la très grande majorité de la population de l’oblast, mais cette décision est déclarée illégale. Pendant l’été 2000, le conseil municipal de Kharkiv prend la décision d’utiliser le russe en plus de l’ukrainien, imposé par le pouvoir central. Le 31 mars 2002, un référendum est organisé, donnant comme résultat, 87 % en faveur de l’utilisation du russe. Le 6 mars 2006, le conseil déclare que le russe a le statut de langue régionale, ce qui est contesté par le procureur général à Kiev, mais celui-ci est débouté le 6 février 2007 par la chambre d’appel de l’oblast. Le russe est confirmé comme langue régionale, le 4 juillet 2007. La menace de l'interdiction du russe à la suite des événements de la place Maïdan ravive les tensions en 2014.

## Personnalités
Sont nés à Kharkiv :

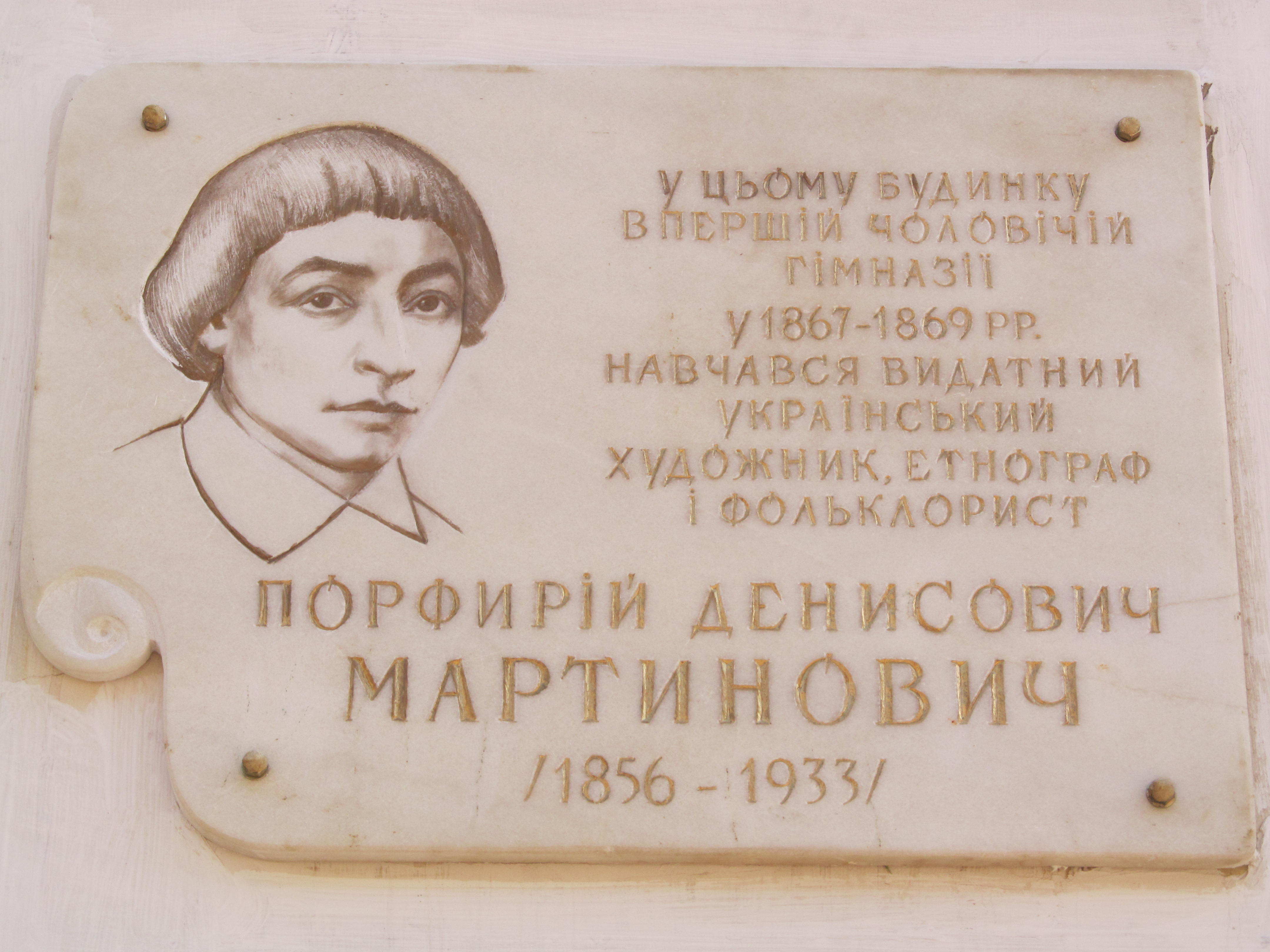
Plaque en hommage au peintre Porfyryi Martynovytch.

- Leonid Berlyand (né en 1957), mathématicien ukrainien soviétique et américain.
- Tetiana Bilenko participa à trois J.O. comme pongiste.
- Henriette Brossin de Polanska (1878-1954), peintre suisse
- Valentin Bondarenko (1937-1961), cosmonaute soviétique
- Sergueï Bortkiewicz (1877-1952), compositeur ukrainien
- Maïk Johansen (1895-1937), poète ukrainien
- David Bourliouk (1882-1967), artiste de l'avant-garde ukrainienne
- Cassandre (1901-1968), graphiste français
- Vladimir Drinfeld (né en 1954), mathématicien
- Eugenia Gapchinska (née en 1974), peintre ukrainienne
- Anatoli Vichnevski (1935-2021), démographe, économiste et écrivain russe
- Eugeny Giner (né en 1960), homme d'affaires russe
- Alexander Gnilitskyi (1961-2009), artiste ukrainien
- Jean Gottmann (1915-1994), géographe français
- Igor Gouberman (né en 1960), poète et prosateur russe
- Mikhaïl Gourevitch (né en 1959), joueur d'échecs
- Valentina Grizodoubova (1910-1993), aviatrice soviétique
- Simon Kuznets (1901-1985), économiste et statisticien américain
- Evguéni Lifchitz (1915-1985), physicien soviétique
- Boris Mikhaïlov (né en 1938), photographe
- Igor Minaiev (né en 1954), réalisateur français
- Justine Pasek (née en 1979), mannequin panaméenne et Miss Univers 2002
- Iouri Poïarkov (1937-2017), joueur de volley-ball, double champion olympique
- Joseph Pojariskiy (1875-1919), pathologiste russe.
- Irina Press (née en 1939), athlète soviétique
- Tamara Press (1937-2021), athlète soviétique
- Oleksiy Shadrin (né en 1993), violoncelliste ukrainien ;
- Valeriy Sokolov (né en 1986), violoniste ukrainien
- Otto Struve (1897-1963), astronome russo-américain
- Sergueï Sviatchenko (né en 1952), peintre ukrainien
- Mark Taimanov (1926-2016), joueur d'échecs soviétique puis ukrainien
- Aleksandr Tchernine (né en 1960), grand maître international d'échecs
- Mikhaïl Tkatchenko (1860-1916), peintre
- Vladimir Vassioutine (1952-2002), cosmonaute soviétique
- Vitali Vichnevski (né en 1980), joueur de hockey sur glace de la LNH
- Michel Vitold, né Mikhaïl Sajanov (1915-1994), acteur français
- Alexandre Ziloti (1863-1945), pianiste, compositeur et chef d'orchestre russe
- Knjaz Varggoth (en) (né Evhen Hapon en 1974), guitariste, chanteur et compositeur, fondateur du groupe Nokturnal Mortum
- Inna Bohoslovska, femme politique, candidate aux élections présidentielles de 2010 et 2019.

Lauréats du prix Nobel :
- Simon Kuznets (économie, 1971)
- Lev Landau (physique, 1962)
- Ilya Metchnikov (biologie, 1908)

Lauréat de la médaille Fields :
- Vladimir Drinfeld (médaille Fields, 1990)

## Sports

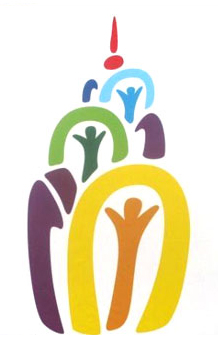
Logo de Kharkiv pour l'Euro 2012.

### Football
La ville de Kharkiv a été une ville hôte de l'Euro 2012, avec son stade du Metalist Stadium.
Clubs de la ville :
- Metalist Kharkiv : Metalist Stadium
- FC Kharkiv : Dynamo Stadium
- FC Helios : Helios Arena
- FC Arsenal Kharkiv : Arsenal-Spartak Stadium

### Hockey sur glace
- HK Kharkiv
- Dinamo Kharkiv

### Volley-ball
- Lokomotiv Kharkiv

## Galerie d'images

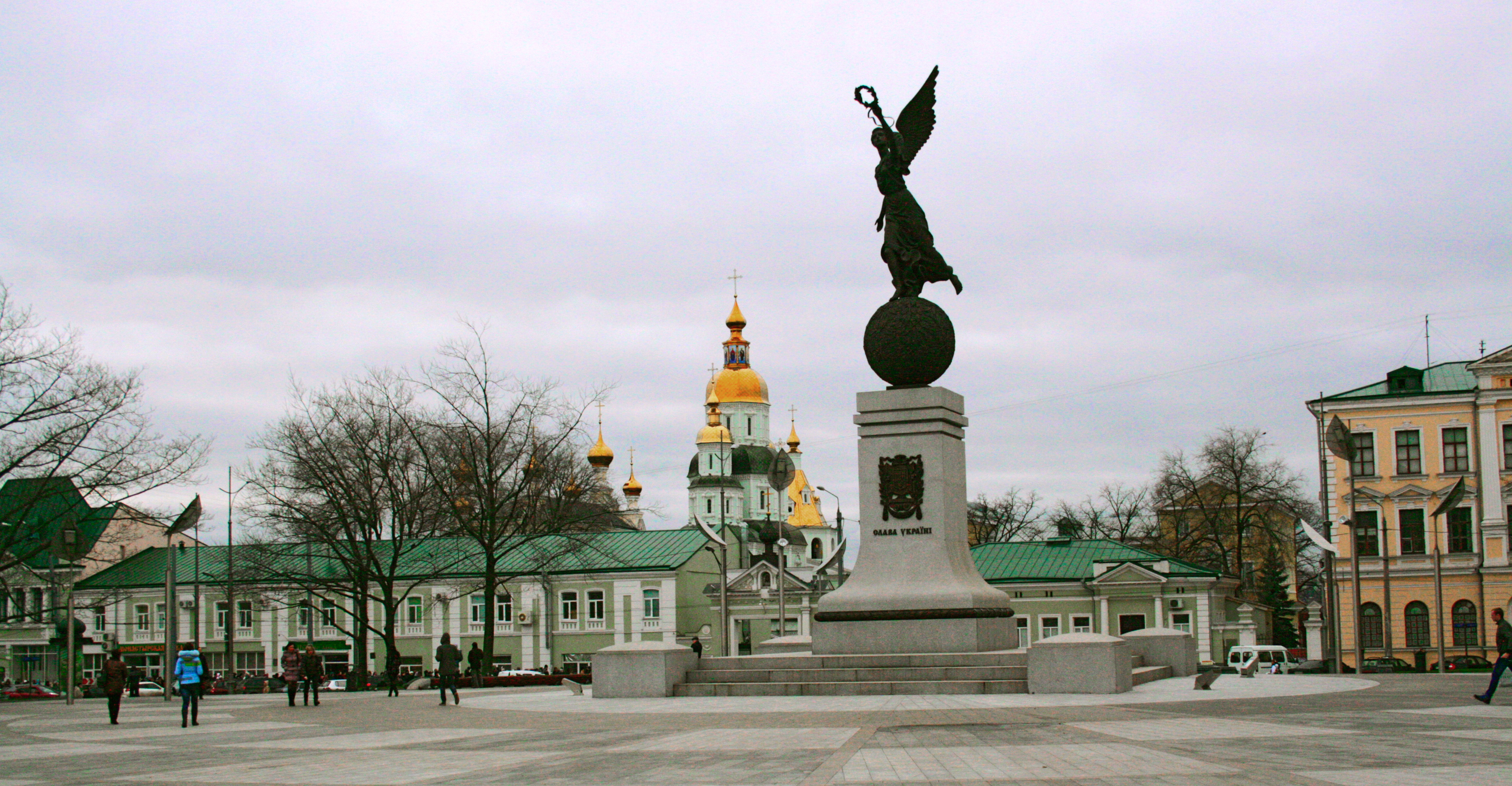
Monument de l'Indépendance, place de la Constitution.
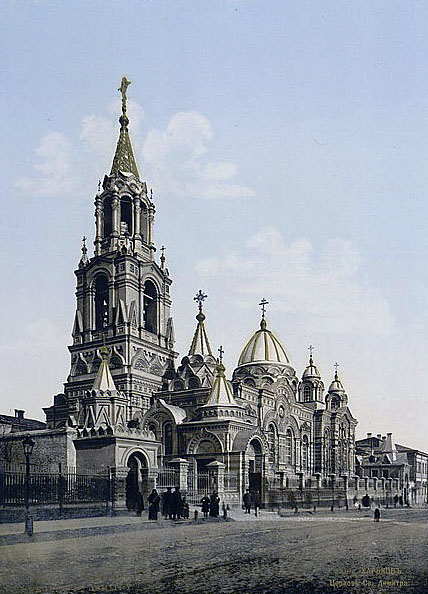
Vue de la cathédrale Saint-Demetrius.
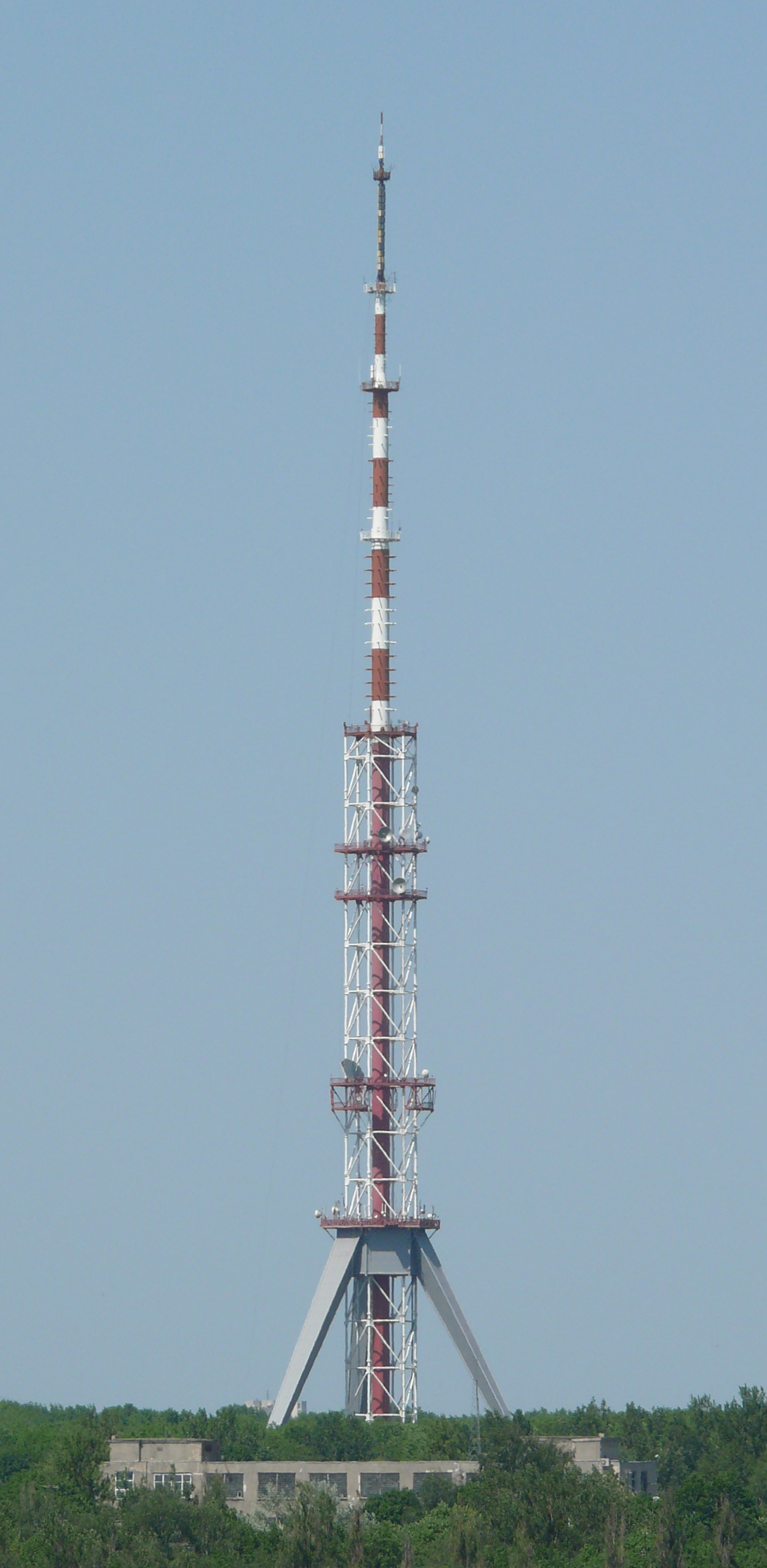
La tour de télévision de Kharkiv.
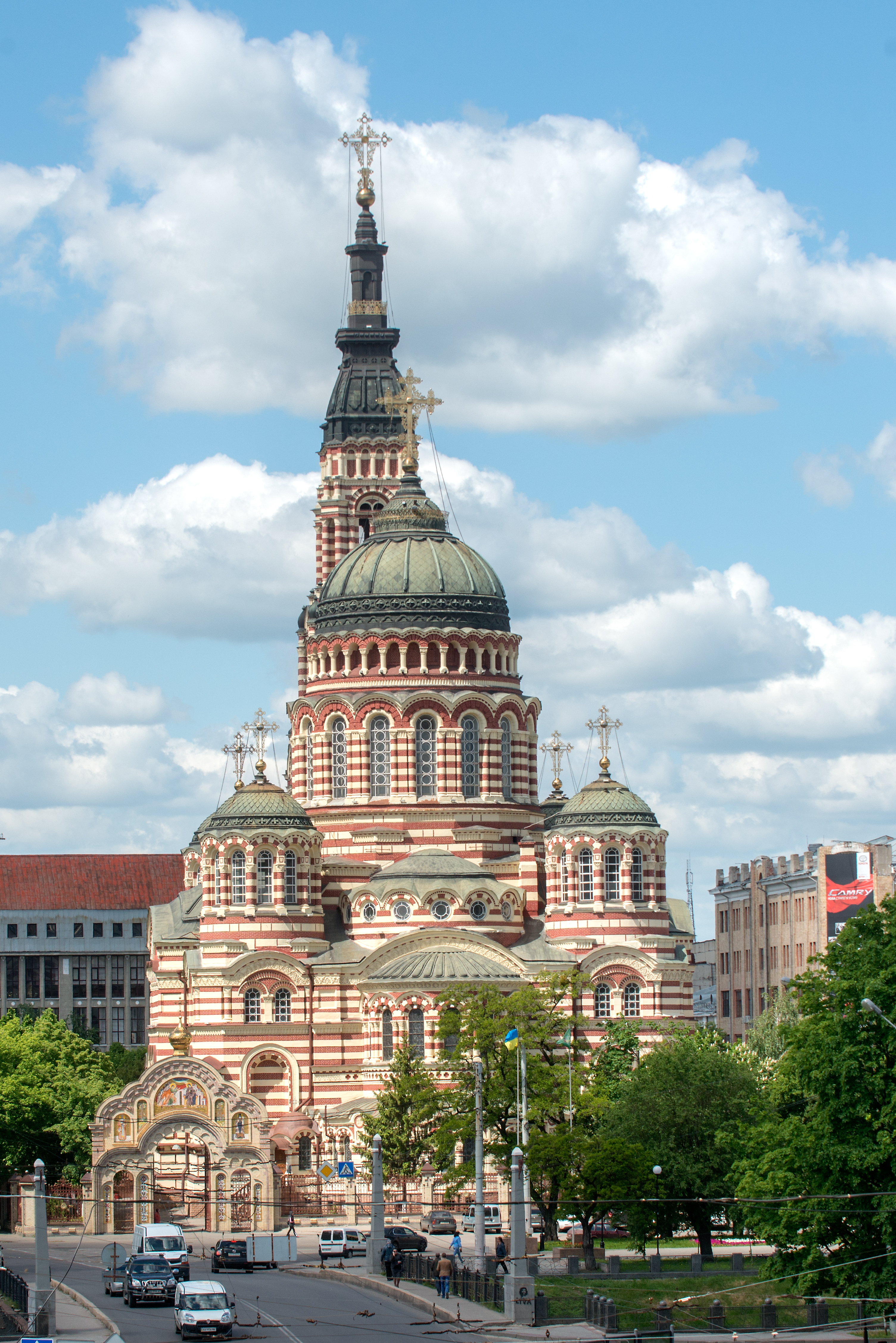
Vue de la cathédrale de l'Annonciation.
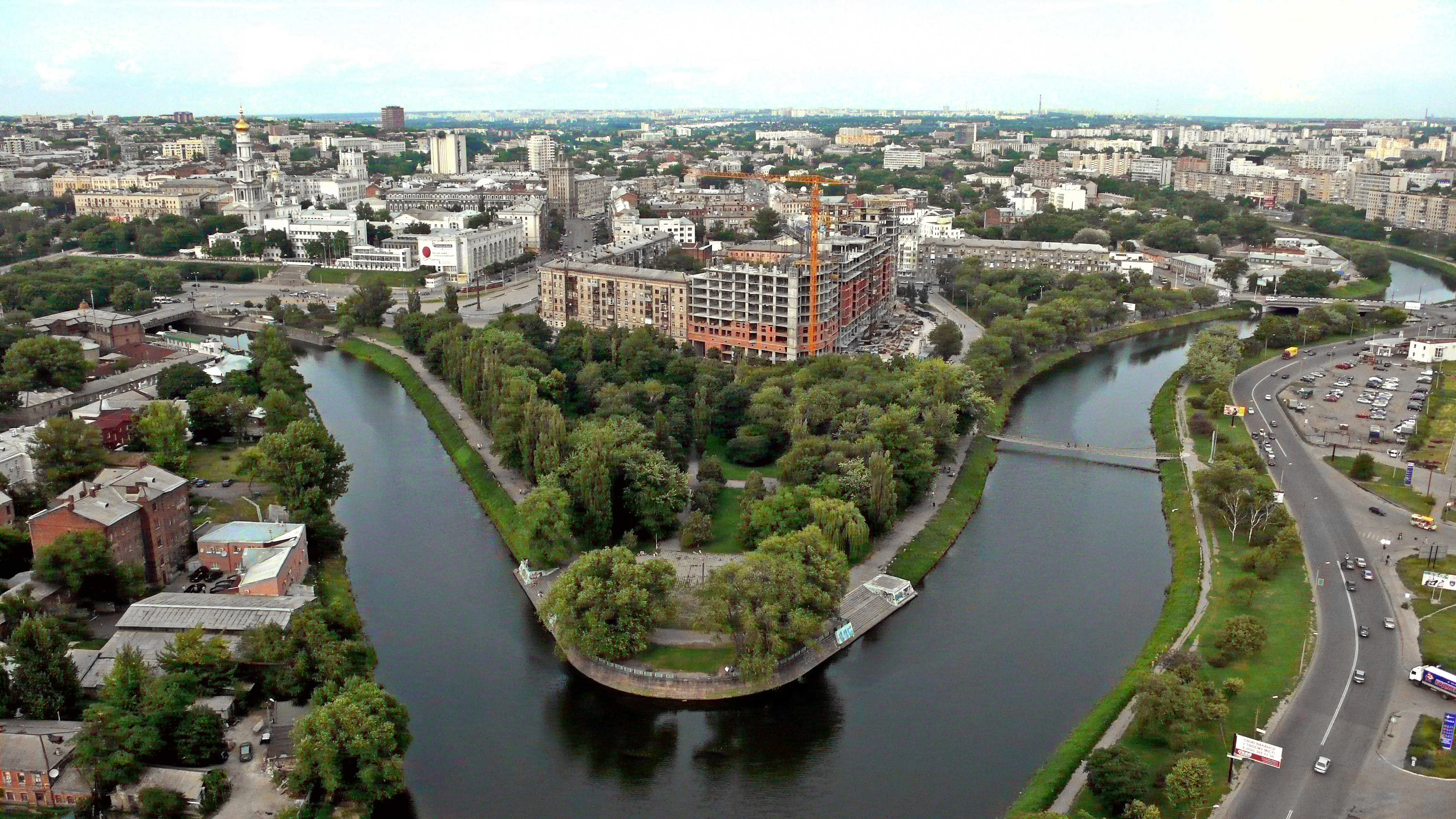
Vue du centre-ville de Kharkiv et de la confluence des rivières Lopan et Kharkiv.

## Jumelages
| Ville | Ville               | Pays | Pays         | Période                     |
| ----- | ------------------- | ---- | ------------ | --------------------------- |
|       | Albuquerque         |      | États-Unis   | depuis 2023                 |
|       | Ankara,             |      | Turquie      | depuis le 2 octobre 2013    |
|       | Bologne,            |      | Italie       | depuis le 5 août 1966       |
|       | Brno,               |      | Tchéquie     | depuis le 12 avril 2005     |
|       | Cetinje             |      | Monténégro   | depuis 2011                 |
|       | Cetinje,            |      | Monténégro   | depuis le 15 avril 2011     |
|       | Cincinnati,         |      | États-Unis   | depuis le 11 septembre 1989 |
|       | Częstochowa,        |      | Pologne      | depuis le 23 août 2016      |
|       | Daejeon,            |      | Corée du Sud | depuis le 23 août 2013      |
|       | Daugavpils,         |      | Lettonie     | depuis le 6 février 2006    |
|       | Debrecen,           |      | Hongrie      | depuis le 25 novembre 2016  |
|       | Gaziantep,          |      | Turquie      | depuis le 15 avril 2011     |
|       | Geroskípou,         |      | Chypre       | depuis le 16 mai 2018       |
|       | Gênes,              |      | Italie       | depuis le 13 décembre 2012  |
|       | Jinan,              |      | Chine        | depuis le 23 septembre 2004 |
|       | Kaunas,             |      | Lituanie     | depuis le 23 avril 2001     |
|       | Koutaïssi,          |      | Géorgie      | depuis le 23 août 2005      |
|       | Lille,              |      | France       | depuis le 6 juin 1998       |
|       | Lublin,             |      | Pologne      | depuis le 21 mai 2022       |
|       | Maribor,            |      | Slovénie     | depuis le 17 avril 2012     |
|       | Nuremberg,          |      | Allemagne    | depuis le 29 avril 1990     |
|       | Polis Crysochous,   |      | Chypre       | depuis le 16 mai 2018       |
|       | Porto,              |      | Portugal     | depuis le 29 septembre 2011 |
|       | Poznań,             |      | Pologne      | depuis le 24 septembre 1998 |
|       | Rishon LeZion,      |      | Israël       | depuis le 13 mars 2008      |
|       | Steglitz-Zehlendorf |      | Allemagne    | depuis 1990                 |
|       | Tbilissi,           |      | Géorgie      | depuis le 13 juin 2012      |
|       | Tianjin,            |      | Chine        | depuis le 14 juin 1993      |
|       | Tirana,             |      | Albanie      | depuis le 23 août 2017      |
|       | Trnava,             |      | Slovaquie    | depuis le 13 avril 2013     |
|       | Turku               |      | Finlande     | depuis 2022                 |
|       | Varna,              |      | Bulgarie     | depuis le 25 août 1995      |
|       | Varsovie,           |      | Pologne      | depuis le 2 février 2011    |